# Ляканський рудник
Ляканський рудник — колишній гірничодобувний майданчик на півночі Таджикистану.
Про Ляканське родовище целестину було відомо вже на початку 20 століття. Є відомості, що під час Першої світової війни велась його розробка з метою отримання сировини для сигнальних засобів з яскраво-червоним забарвленням.
Промислова розробка родовища почалась 1934 року. З другої половини 1940-х продукцію копальні міг споживати розташований дещо менш ніж за три десятки кілометрів на захід Ісфаринський гідрометалургійний завод, що працював з солями стронцію.
У 1959-му розробку припинили через сильне падіння вмісту целестину в рудній масі. (рос.)